# Кей Айві
Кей Еллен Айві (англ. Kay Ellen Ivey; нар. 15 жовтня 1944, Кемден, Алабама) — американська політична діячка, губернатор штату Алабама з 2017 р. Член Республіканської партії.
Закінчила Обернський університет. Працювала в адміністрації губернатора Фоба Джеймса, а пізніше — в Алабамській комісії з вищої освіти. З 2003 до 2011 р. обіймала посаду казначея Алабами, 2010 р. обрана віцегубернатором штату Алабама, 54-й губернатор штату Алабама[уточнити].